# Klon centaur

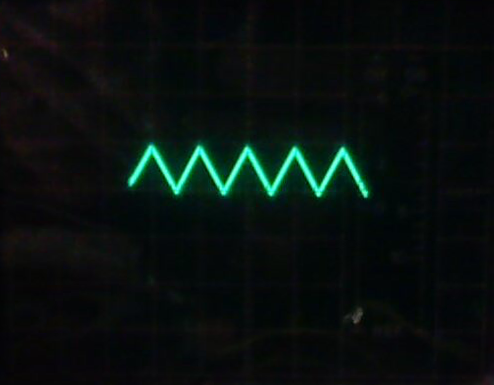
Señal eléctrica de alrededor de 1 V a la entrada de un Klon Centaur.

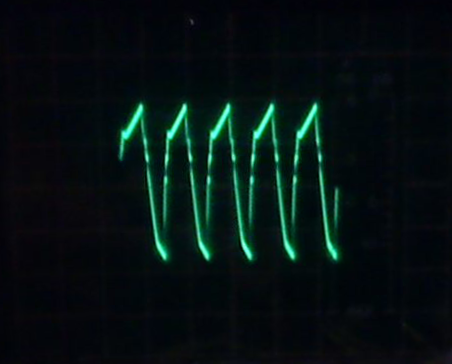
A la salida, se observa que la amplitud de la señal es de alrededor de 3,5 V y presenta una distorsión significativa.

Klon Centaur es un efecto del tipo overdrive para guitarra eléctrica. Fue desarrollado por Bill Finnegan entre 1990 y 1994. Se dejó de fabricar en 2009. Es un overdrive único en su tipo, por contar con un circuito integrado duplicador de tensión, que eleva la tensión de la batería de 9 voltios hasta 18 voltios. Esto genera una señal de salida de gran amplitud, lo que satura el circuito del preamplificador al cual está conectado. El control de ganancia es un potenciómetro doble que controla la intensidad de graves y medios. Los agudos y el volumen se controlan con potenciómetros independientes. No existe otro overdrive con el mismo diseño. Tiene además dos diodos de germanio conectados en antiparalelo, lo cual genera un recorte de señal dentro del circuito. Las unidades originales son artículos de colección y su costo es de alrededor USD 1500. Durante 2012 Finnegan lo comercializó bajo el nombre de Klon KTR.